# Campionati europei di pattinaggio di velocità 2023
I Campionati europei di pattinaggio di velocità 2023 sono stati la 117ª edizione della manifestazione. Si sono svolti dal 6 all'8 gennaio 2023 presso la Vikingskipet di Hamar, in Norvegia.

## Podi

### Uomini
| Evento              | Oro                | Punti   | Argento         | Punti   | Bronzo      | Punti   |
| Allround (dettagli) | Patrick Roest      | 147.961 | Sander Eitrem   | 148.180 | Bart Swings | 150.567 |
| Sprint (dettagli)   | Merijn Scheperkamp | 139.050 | Hein Otterspeer | 139.290 | Marten Liiv | 139.410 |

### Donne
| Evento              | Oro                       | Punti   | Argento       | Punti   | Bronzo             | Punti   |
| Allround (dettagli) | Antoinette Rijpma-de Jong | 159.768 | Ragne Wiklund | 160.228 | Marijke Groenewoud | 160.506 |
| Sprint (dettagli)   | Jutta Leerdam             | 149.960 | Femke Kok     | 151.290 | Vanessa Herzog     | 153.395 |

## Medagliere
| Pos.   | Paese       | Oro | Argento | Bronzo | Totale |
| ------ | ----------- | --- | ------- | ------ | ------ |
| 1      | Paesi Bassi | 4   | 2       | 1      | 7      |
| 2      | Norvegia    | 0   | 2       | 0      | 2      |
| 3      | Austria     | 0   | 0       | 1      | 1      |
| 3      | Belgio      | 0   | 0       | 1      | 1      |
| 3      | Estonia     | 0   | 0       | 1      | 1      |
| Totale | Totale      | 4   | 4       | 4      | 12     |